# Sucker Punch
Sucker Punch (titulada: Sucker Punch: Mundo surreal en Hispanoamérica) es una película de acción y surrealismo estadounidense de 2011, escrita por Steve Shibuya y Zack Snyder y dirigida por Snyder.
La película cuenta con un reparto coral formado por las actrices Emily Browning, Abbie Cornish, Jena Malone, Vanessa Hudgens y Jamie Chung. La película sigue la historia de una joven en la década de 1950 -a punto de ser lobotomizada- y su intento de escapar de un hospital psiquiátrico junto con sus compañeras.
Sucker Punch opera en tres niveles: primero una realidad, luego una sub-realidad en la que la sala de psiquiatría es un extraño burdel, y por último un nivel formado por un mundo de ensueño donde secuencias de acción fuera del tiempo y espacio tienen lugar. Zack Snyder dijo que la película es una crítica al sexismo de la cultura geek y a la conversión de las mujeres en meros objetos.

## Argumento
En 1960 Babydoll, una mujer de veinte años, es internada en el Hospital Lennox para enfermos mentales después de matar accidentalmente a su hermana menor al intentar defenderla de su abusivo padrastro, quien se enfureció con ellas al descubrir poco después del fallecimiento de la madre de ambas que en su testamento las niñas son las beneficiarias de todos sus bienes, quedando él sin nada.
El padrastro intenta agredir en primer lugar a Babydoll, que le rechaza dándole un violento rasguño en el rostro. Ante ello, cambia de idea; se dirige al cuarto de su hermana menor para agredirla a ella, pero ella logra encerrarse en un armario. El padrastro vuelve a dirigirse hacia Babydoll, que escapa por la ventana de su cuarto. Sabiendo que no puede abandonar a su hermana, ya que su padrastro terminará por atraparla, va en busca de un arma, mientras el padrastro logra abrir la puerta del armario donde se escondía la hermana menor y empieza a golpearla. Para cuando regresa, la paliza ha terminado y al intentar dispararle a él, hiere mortalmente a su hermana. El padrastro de Babydoll soborna a Blue Jones, uno de los enfermeros del asilo, para que falsifique la firma de una psiquiatra, la Dra. Veran Gorski, y que así Babydoll acabe lobotomizada e incapaz de contar lo que realmente provocó la muerte de su hermana menor ni reclamar la fortuna de su recién fallecida madre. Mientras Babydoll entra a la institución, se da cuenta de varias cosas esenciales para escaparse de ahí. 
Días antes de su lobotomía, Babydoll se imagina un mundo fantástico para soportar la realidad. En dicho mundo es una bailarina recién llegada a un burdel que le pertenece a Blue, a quien imagina como un mafioso. Se hace amiga de cuatro bailarinas: Amber, Blondie, Rocket y la hermana mayor de Rocket, Sweet Pea. La Dra. Gorski (en ese mundo llamada Madame Gorski), la instructora de baile, informa de que venderá la virginidad de Babydoll a un cliente conocido como “El Gran Apostador” (representación de los cinco días hasta la lobotomía de BabyDoll). Gorski alienta a Babydoll a realizar un baile erótico, durante el cual Babydoll fantasea estar en el Japón feudal, viéndose con el Hombre Sabio. Después de expresar su deseo de escapar, este se presenta ante ella con armas. Le dice que necesita reunir cinco elementos para una fuga: un mapa, fuego, un cuchillo, una llave y un quinto elemento desconocido que requerirá de “un gran sacrificio”. Antes de separarse, le enseña a “defenderse” mientras se enfrenta a tres samuráis demoníacos a los que derrota. Terminada su fantasía, se encuentra de regreso en el burdel, cuya danza deja impresionados a Blue y otros espectadores.
Inspirada por su visión del Hombre Sabio, Babydoll persuade a sus nuevas amigas a elaborar una fuga, aunque Sweet Pea se niega al principio, pero acepta porque según ella; las atraparían si no entra al plan. Ella planea usar sus danzas como distracciones, mientras las demás obtienen las herramientas necesarias para la fuga. Durante cada danza, ella se imagina eventos de aventura que reflejan los esfuerzos secretos en curso. Estos episodios incluyen la infiltración a un campamento de soldados alemanes propulsados por vapor durante la Primera Guerra Mundial con tal de ganar el mapa (reflejando a Sweet Pea entrando a la oficina de Blue y copiando el mapa); el asalto a un castillo infestado de orcos para cortar dos cristales inflamables de la garganta de un bebé dragón (reflejando a Amber robando el encendedor de la chaqueta de un cliente); y el embarque a un tren y el combate con guardias robotizados para desarmar una bomba (reflejando a Rocket robando el cuchillo del cocinero del burdel). Durante la última de estas fantasías, Rocket muere cuando la bomba explota, hecho que se desarrolla paralelamente a una mortal batalla entre el cocinero y las chicas en el burdel. 
Mientras tanto, Blue sospecha que las chicas traman algo y escucha a Blondie confesándole a Madame Gorski los planes de Babydoll. Después de descubrir la espantosa escena en torno al cocinero en la cocina, lo toma como un duelo, encierra a Sweet Pea en un armario y confronta el resto de las chicas en los vestidores, procediendo a “hacer ejemplos” al disparar mortalmente a Amber y Blondie. Posteriormente, trata de violar a Babydoll, pero ella le clava un cuchillo de cocina y le roba la llave maestra. Libera a Sweet Pea y comienzan el incendio. Como resultado de la activación de la alarma de incendios, todas las puertas se abren. Las dos logran escapar al patio, donde encuentran la entrada principal bloqueada por los esbirros. Babydoll deduce que el quinto elemento restante para escapar es ella misma y que es el sacrificio necesario para completar la huida de Sweet Pea ya que, según ella, es la única que tiene una oportunidad afuera. Distrae a los guardias para que Sweet Pea escape.
La escena corta de regreso al asilo con el cirujano (John Hamm), que ha realizado la lobotomía a Babydoll. El doctor está perturbado por la expresión de esta y le pregunta a la Dra. Gorski por qué aprobó el procedimiento. También se revela que los eventos sucedidos en su mundo de sueños ocurrieron en el hospital (el apuñalamiento de Blue, el inicio del incendio y la fuga de Sweet Pea). Gorski se da cuenta de que Blue ha falsificado su firma y llama a la policía, que arrestan a Blue como culpable de una catatónica Babydoll. 
La policía detiene a Sweet Pea en una estación de autobuses, pero el chófer del autobús la rescata y engaña a los policías. Este resulta ser el Hombre Sabio de las fantasías de Babydoll. Él le dice que se siente en la parte trasera del autobús, informándole que le queda “un largo camino por recorrer”.

## Estructura narrativa
La película se caracteriza por:
1. La historia es contada por Sweet Pea: Aunque la trama de la película se centra en Babydoll, nos encontramos que al final de la película, la historia la cuenta la única sobreviviente, Sweet Pea. Incluso al principio de la película se escucha que es esta la que habla, y como ingrediente dice que "los ángeles pueden aparecer en forma de un anciano sabio o una pequeña niña" haciendo referencia al Hombre Sabio y a Babydoll, respectivamente.
2. Blondie es la chica más antigua de las cinco; aparentemente es la que recuerda todo lo que ha sucedido en el lugar, incluso cuando Amber llegó a la Lennox House.
3. Existen dos niveles de surrealidad: de la forma en que se cuenta la película se puede hallar que hay tres niveles. El primero es la realidad (todas se encuentran en un psiquiátrico), el segundo es la surrealidad del burdel (ahí transcurre la mayoría de la trama de la película) y la tercera es la de las batallas, cada una de las cuales tiene un mundo diferente.
4. Misiones: las misiones para conseguir cada artículo según la visualización surrealista se dan en tres lugares diferentes: Misión Libertad se da en un templo japonés posiblemente entre los años 1337 a 1573 según la arquitectura del sitio. Misión Mapa se da en una visión surrealista de la Primera Guerra Mundial ya que el uniforme como las armas los coloca en esta, incluso el uso de trincheras también, sin embargo las tecnología como, steam clock es de la década de los 70'. Misión Fuego se da en un punto de una surrealista Tierra Media cuando se pueden observar dragones y orcos; y la Misión Kitchen Knife es la única que parece darse en un el futuro, que incluso para el año 1950/60 que se presuma está ambientada la película da un vistazo de este, muy creativo, sin embargo, la visión también parece darse en un planeta que se cree no es la Tierra.
5. Idealidad: la película claramente expresa que la trama es contada por un paciente psiquiátrico, lo que Zack Snyder incorpora a la perfección. Cada aspecto de la misma expresa las altas y bajas de una persona con un problema mental; por ejemplo: los diferentes niveles de surrealidad: es la forma que las chicas "decoran" la realidad al momento que se presume según la trama eran vendidas a los hombres; la búsqueda de una salida: cada chica busca la forma de salir de ese lugar y cuando lo logra regresan a la realidad.

## Reparto

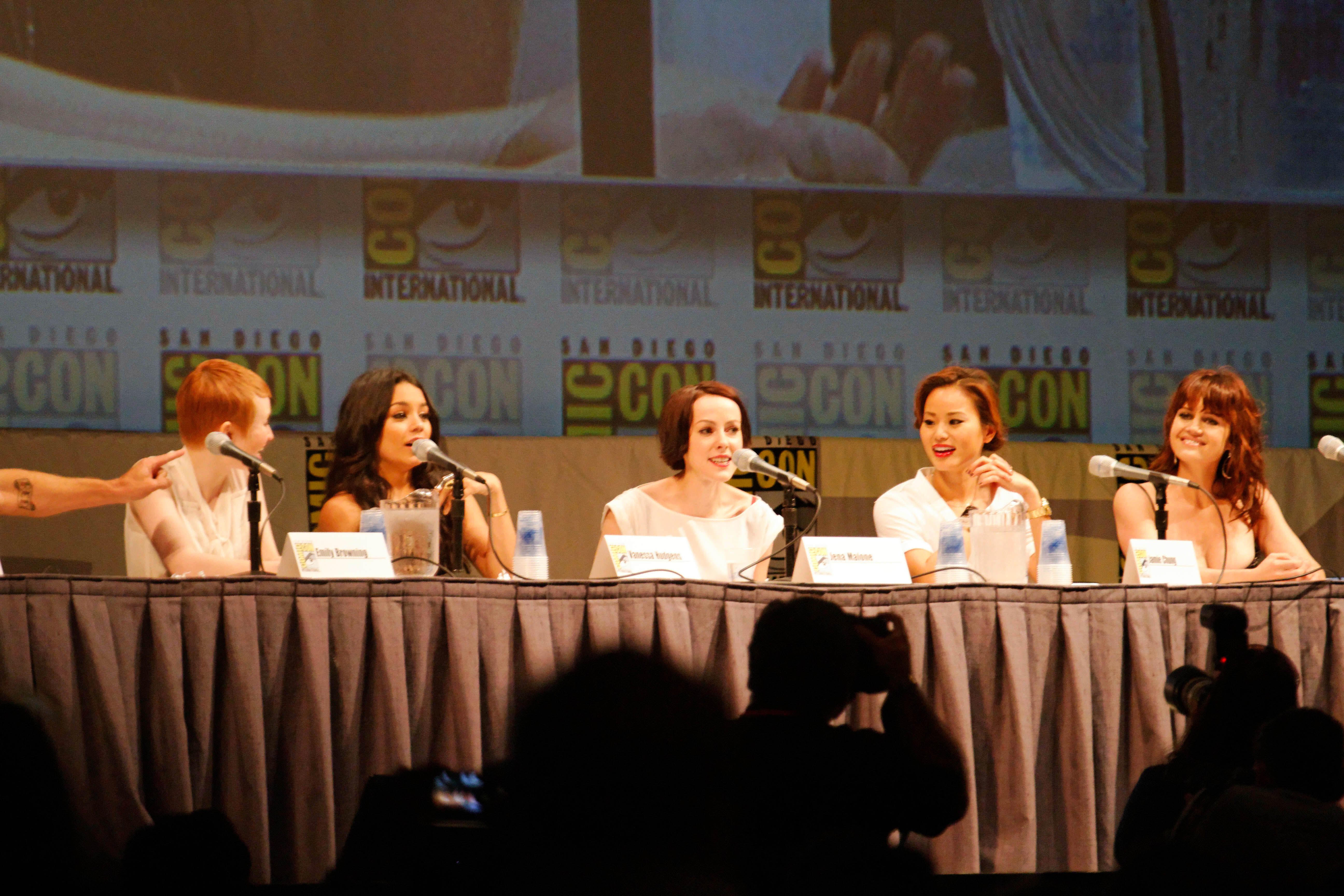
Reparto de Sucker Punch en la Convención Internacional de Cómics de San Diego de 2010.

Antes de comenzar el casting en marzo de 2009, Snyder reveló el reparto que consideraba como ideal. Snyder decidió escoger un reparto femenino diciendo que "Yo ya había elegido un reparto masculino para 300, así que estoy haciendo lo contrario", contradiciendo la opinión de Warner Bros de 2007.
Snyder había escogido a Amanda Seyfried para el papel principal, "Baby Doll." "Ya veremos. Lo estamos intentando… Ella es genial. Sería fantástico si lo consiguiéramos", Snyder dijo cuando se le preguntó si Seyfried iba a interpretar el papel principal. Snyder también ofreció papeles a Abbie Cornish, Evan Rachel Wood, Emma Stone y Vanessa Hudgens. A pesar de las intenciones de Snyder, Seyfried rechazó el papel porque tenía problemas para compaginarlo con la serie de la HBO Big Love. Días después, se cambió a Seyfried por Browning. Por entonces el resto del reparto estaba sin decidir.
Evan Rachel Wood rechazó un papel debido a conflictos con la serie True Blood y la posibilidad de participar en el musical Spider-Man: Turn Off the Dark. El papel que iba a interpreter Wood recayó en Malone.Chung firmó para el papel de "Amber", aunque dicho papel iba a ser interpretado por Stone. Hamm fue confirmado a finales de agosto de 2009, Isaac también fue firmado por aquel entonces.
Snyder confirmó después a Glenn como "el hombre sabio". Hudgens describió su papel como uno "difícil." "Estoy tan entusiasmada con esto", dijo. "Se lo digo a todo el mundo, quiero hacer una película de acción.' Pero ellos me decían, 'Quizá, dentro de algunos años. 'Así que ahora les digo, '¡Ja! ¡Toma esa! ¡Lo estoy haciendo ya!'"
El reparto final es el siguiente:
- Emily Browning como Babydoll.[17]
- Abbie Cornish como Sweet Pea.[5]
- Jena Malone como Rocket.[20]
- Vanessa Hudgens como Blondie.[29]
- Jamie Chung como Amber.[21]
- Carla Gugino como la Dra. Veran Gorski/Madame Gorski.[30]
- Scott Glenn como el Hombre Sabio/El General/El Conductor de Autobús.[25]
- Oscar Isaac como Blue Jones.[22]
- Jon Hamm como el Doctor/El Gran Apostador.[31]

## Producción
"Hace algún tiempo había escrito un guion para mí mismo y había una escena que me hizo pensar, “¿Cómo puedo hacer una película que pueda tener escenas de acción que no estén limitadas por la realidad física que limita a la gente normal, pero que a la vez la historia tenga sentido para que no sea, y no quiero ser cruel, una estupidez como Ultraviolet o algo así…? Es algo más loco de lo que haya hecho nunca. Es una película que nadie puede conseguir hacer con un final como este y sobre este tema."
Zack Snyder

El desarrollo comenzó en marzo de 2007. El guion, escrito por Snyder y Shibuya, se terminó en cinco meses. La película inicialmente estaba pensada para ser estrenada antes que Watchmen. Para Sucker Punch, Snyder reunió a la mayoría de los que trabajaron en la producción de Watchmen en Vancouver. La esposa de Zack Snyder, Deborah Snyder, codirige y coproduce junto a su marido a través del sello Cruel & Unusual Films, mientras que Wesley Coller es el productor ejecutivo.
Warner Bros. anunció a principios de 2009 que distribuirían Sucker Punch debido al éxito de Watchmen. Refiriéndose a Watchmen, Snyder dijo, “nunca me dijeron, podría haber sido más corta o qué pena que sea tan para adultos, y eso es fantástico, así que los voy a volver a poner a prueba con Sucker Punch.”

### Preproducción

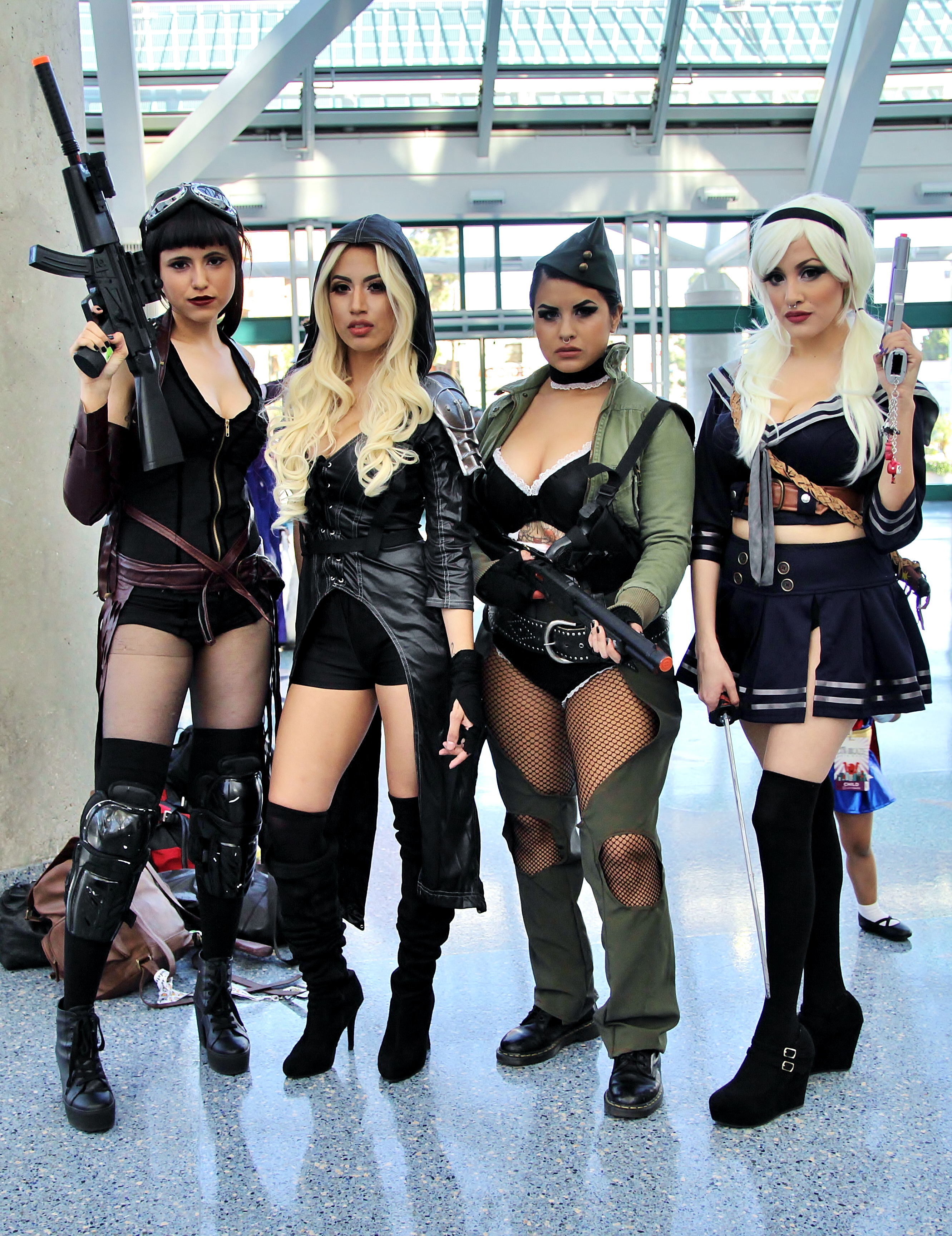
Cosplayers como los personajes principales.

La preproducción se llevó a cabo en Los Ángeles en junio de 2009, tras lo cual se trasladó a Vancouver y Toronto en julio del mismo año, donde duró el rodaje hasta enero de 2010. El fotógrafo Clay Enos fue contratado para tomar fotografías fijas y retratos de las principales actrices.

### Presupuesto
La producción contó con un presupuesto de 82 millones de dólares.

### Preparación
Antes de comenzar el rodaje, el reparto tuvo que entrenarse físicamente durante doce semanas. Comenzó en junio de 2009 y continuó durante el rodaje. El reparto femenino tuvo que levantar peso muerto de hasta 100 kilogramos. Damon Caro, el preparador de 300 y Watchmen, fue contratado para la película. El reparto comenzó a entrenar sin Hudgens, que estaba ocupada rodando otras películas, como Beastly. Snyder dijo que cuando las chicas están luchando, "[como por ejemplo] cuando van a matar al bebé dragón, han matado antes a criaturas parecidas a orcos y entran en una instalación parecida a las de SEAL, llevan metralletas pero luchan contra criaturas míticas, criaturas imposibles. El combate mano a mano es brutal, porque Damon [Caro] hizo todas [las peleas] en la saga de Jason Bourne y transmite esas buenas sensaciones al reparto."
Abbie Cornish dijo que antes del comienzo del rodaje estuvieron entrenando seis horas al día, cinco días a la semana, artes marciales, esgrima y coreografía. Damon Caro, conocido por coreografiar dobles de películas como 300 y Bourne, trabajó con Snyder de nuevo para Sucker Punch al igual que en muchas otras películas pasadas de Snyder.

### Diseño
En la mente de los personajes, dijo Snyder, "pueden hacer cualquier cosa." Snyder dijo que "(la película) es una estilizada película de acción con una especie de paisajes de la imaginación y cosas de la naturaleza." Snyder consideró durante un tiempo el título de la película y finalmente eligió "Sucker Punch" como una referencia a la cultura pop.
La película incluye un burdel imaginario en las que las cinco chicas entran en la realidad alternativa, donde cantan y bailan. Aunque posteriormente fue cortado, Hudgens grabó un baile muy sensual y realizó una danza del vientre-techno mientras Browning se pelea con un oficial alemán mutante.
La película también incluye dragones, robots y un escenario de la Primera Guerra Mundial debido a la época en la que se ambienta la película. Snyder manifestó su interés en el contenido de la película:

Por otro lado, aunque es fetichista y personal, quiero creer que mis fetichismos no son tan siniestros. ¿Quién no quiere ver a chicas corriendo por trincheras de la Primera Guerra Mundial causando estragos? Siempre había tenido interés en esos mundos - cómics, fantasía, películas de animación. Me gustaría ver esto, así es como me aproximo a una temática, y desde allí continúo.

Rick Carter es el diseñador de producción, mientras que los efectos visuales de la película fueron realizados por Animal Logic, con setenta y cinco especialistas en efectos visuales, y la Moving Picture Company que realizó más de 120 tomas.
Snyder quería diseñar una película de manera que no hubiera límites de ningún tipo, pero dijo que al ser su primera película original no basada en nada anterior eso era lo más difícil, ya que quería una historia fresca y no sólo un videojuego.
Sucker Punch es en una mezcla de lo real y lo digital, con un club nocturno al lado de las trincheras de la Segunda Guerra Mundial, la fachada parcial de un castillo – posteriormente, se añadirá un dragón - y los pasillos sombríos del manicomio.

## Banda sonora
La música es una parte intrínseca de la película. "En la historia, la música es lo que las lanza a los mundos fantásticos", explica Snyder. La columna vertebral de la película es la música. Se usan canciones que peguen con el ambiente.Son una pieza fundamental de la película y se usan como en Moulin Rouge!, según Snyder. Las coreografías de baile fueron realizadas por Paul Becker y Jeff Dimitriou. Carla Gugino, que interpreta a una madame, tuvo que tomar clases de canto para las escenas donde interpreta a una coreógrafa. En el burdel aparecen canciones "sexy", dijo Jamie Chung. Debido a la duración de la película, Snyder se vio forzado a cortar la mayoría de las secuencias de baile de la versión para cines, aunque aparece una durante los títulos de crédito. Dijo que para le versión en DVD/Blu-ray serían reintroducidas.
En septiembre de 2009, Chung dijo que habían comenzado a grabarse canciones para Sucker Punch. Oscar Isaac dijo que las canciones de la película no serán expresamente creadas para esta sino nuevas versiones de clásicos.
La banda sonora de Sucker Punch fue lanzada el 22 de marzo de 2011 por Water Tower Music. La banda sonora tiene nueve canciones, todas versiones de Alison Mosshart, Björk, Queen, Skunk Anansie y Emily Browning.

## Lanzamiento
Sucker Punch se estrenó tanto en cines convencionales como con tecnología IMAX, el 25 de marzo de 2011. Anteriormente se había anunciado que la película sería lanzada el 8 de octubre de 2010. Snyder está trabajando actualmente en el contenido interactivo para el lanzamiento en Blu-ray.
Warner Bros. anunció que a Sucker Punch se estrenaría en formato 3D. Sin embargo, más tarde se anunció que la película no se presentaría en 3D.
En las primeras entrevistas, Zack Snyder dijo que la película tendría clasificación R (restringido) pero tiempo más tarde dijo que intentaría hacerla PG-13 (con guía paterna estricta). Para su lanzamiento, se vio obligado a cortar multitud de escenas para satisfacer a la Motion Picture Association of America pero dijo que la versión en DVD/Blu-ray las incorporarían. Dichas escenas incluyen una escena de amor. Browning dijo, "Tengo una tierna y dulce escenaI de amor con Jon Hamm... Creo que es genial para esta chica joven tomar el control de su propia sexualidad." Añadió, "[La MPAA] ha hecho que Zack edite la escena para que parezca que a ella no le gusta tanto. Zack dijo que la ha editado tanto que parece que la está forzando. Era la única manera de lograr [una calificación] PG-13 y dijo, 'No quiero enviar ese mensaje.'"

## Recepción

### Reacción de la crítica
Sucker Punch ha recibido en su mayoría críticas negativas por parte de periodistas. Rotten Tomatoes dijo que sólo el 21% de 106 le han dado una calificación positiva. A 26 de marzo de 2011, la película obtiene una calificación de 35 sobre 100 en Metacritic. Richard Roeper le dio una calificación de D, diciendo que "esto prueba que una película puede ser ruidosa, llena de acción y repleta de guapas jóvenes – y ser capaz de aburrir hasta la muerte." Roger Moore del Orlando Sentinel dio a la película una puntuación de 1 de 4 estrellas diciendo que la película es "una película antierótica y antithriller dentro del género thriller y erótico en formato de videojuego, Sucker Punch es como The Last Airbender con bustiers." A.O. Scott de The New York Times dijo que no hay nada en la película para entretenerse excepto en la pequeña satisfiacción en darse cuenta de que la película es fiel a su nombre (en inglés, la expresión “sucker punch” se refiere a un golpe – físico o metafórico - poco limpio dado sin tiempo para responder).
La película, posteriormente comenzó a recibir calificaciones positivas como la de Andrew O'Hehir de Salon.com quien describió la película como un "viaje vertiginoso " que "nos da lo que queremos." Betsy Sharkey de Los Angeles Times escribió una reseña positiva describiendo a la película como "una maravillosamente salvaje provocación " y "un inclemente y completamente absorbente revolcón con la identidad" que no se hubiera querido perder por nada del mundo.